# Maschera

Maschere da commedia dell'arte

Maschera ("máscara" em italiano, plural: maschere), na commedia dell'arte, indica os personagens estilizados que usam máscaras, juntamente com trajes característicos e que se expressam com gestos codificados.
As máscaras provêm de uma estilização do rosto do diabo, isto no que diz respeito às máscaras dos Zanni. Em outros casos, como Pantalone ou Pulcinella, trata-se apenas de uma caricatura grotesca do tipo teatral representado. A relação entre a máscara do diabo ou a face animalesca do diabo na iconografia dos anos 1400 e 1500 é clara, mesmo que a máscara de Zanni perca os chifres característicos do diabo (mas um resquício de um chifre está sempre presente em máscaras com presas, como a de Arlequim). Algumas personagens femininas, como Colombina, enquadram-se na categoria de maschera mesmo não usando nenhuma máscara: neste caso, o elemento caracterizante são as estilizações de movimento e atuação, que tornam a personagem muito diferente dos personagens comuns (por exemplo, casais clássicos de amantes).
Nos teatros venezianos do século XVIII, os assistentes de teatro também usavam máscara e tricórnio. A partir disso, o termo maschera também comumente se refere ao atendente de teatro que se encarrega de acompanhar e acomodar o público no salão.

## Galeria

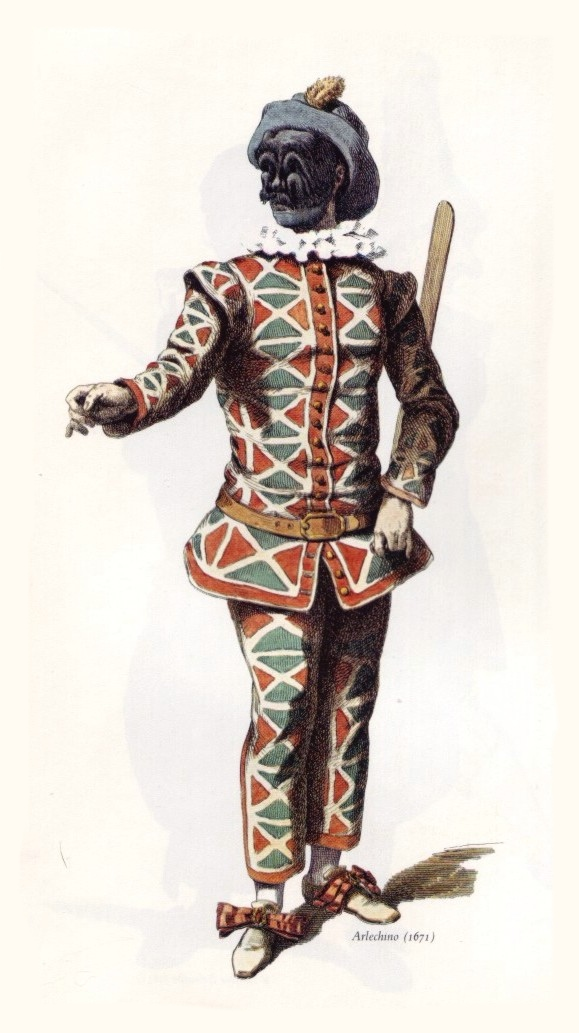
Arlecchino
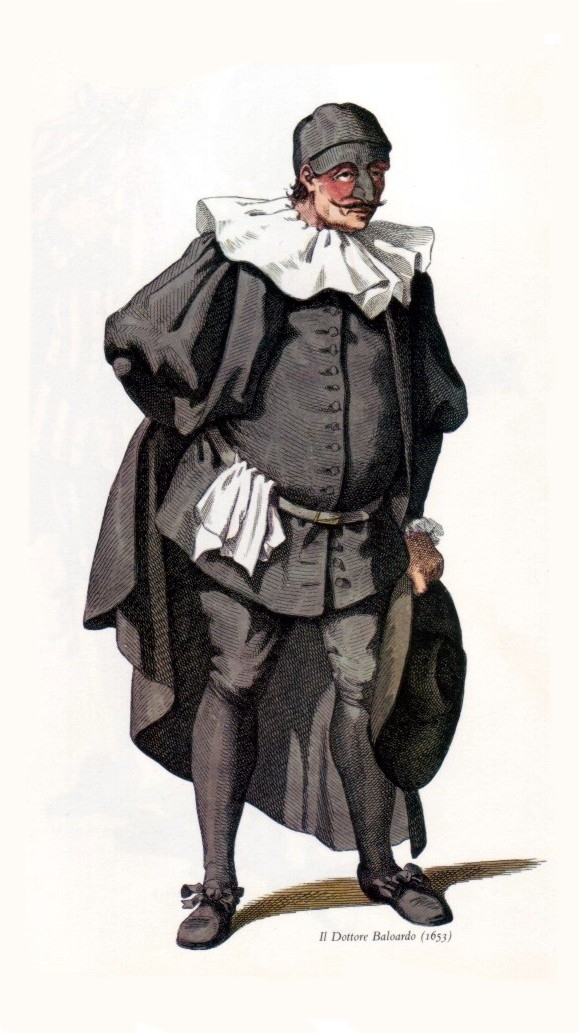
Balanzone
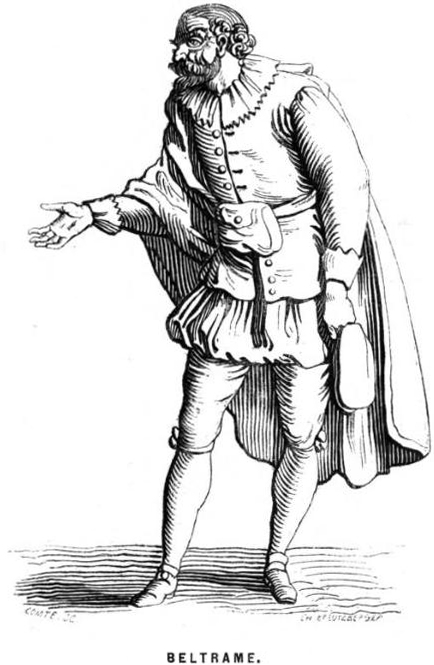
Beltrame
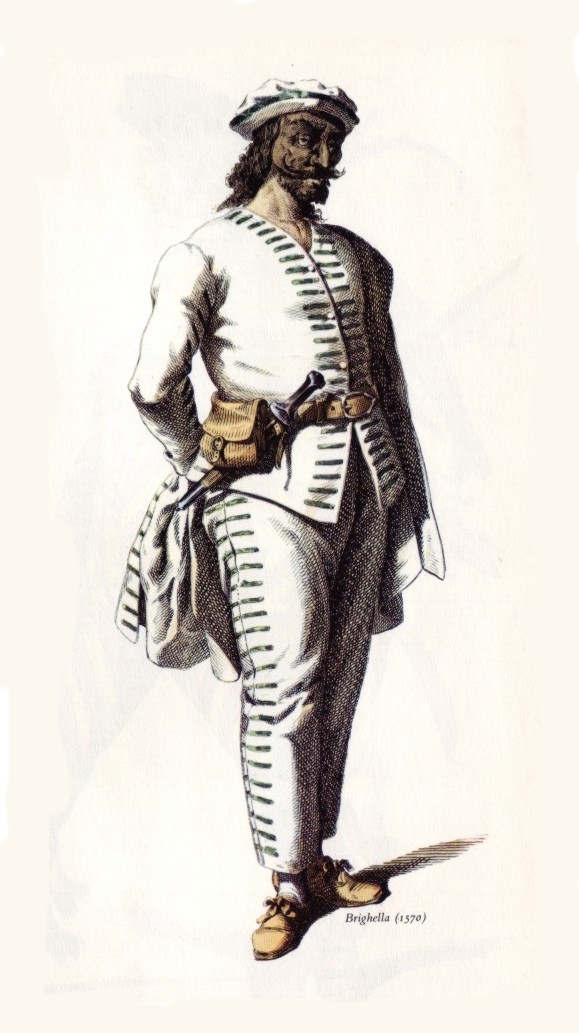
Brighella
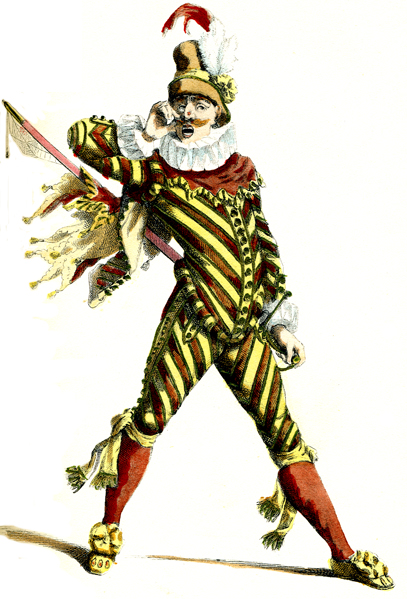
Il Capitano
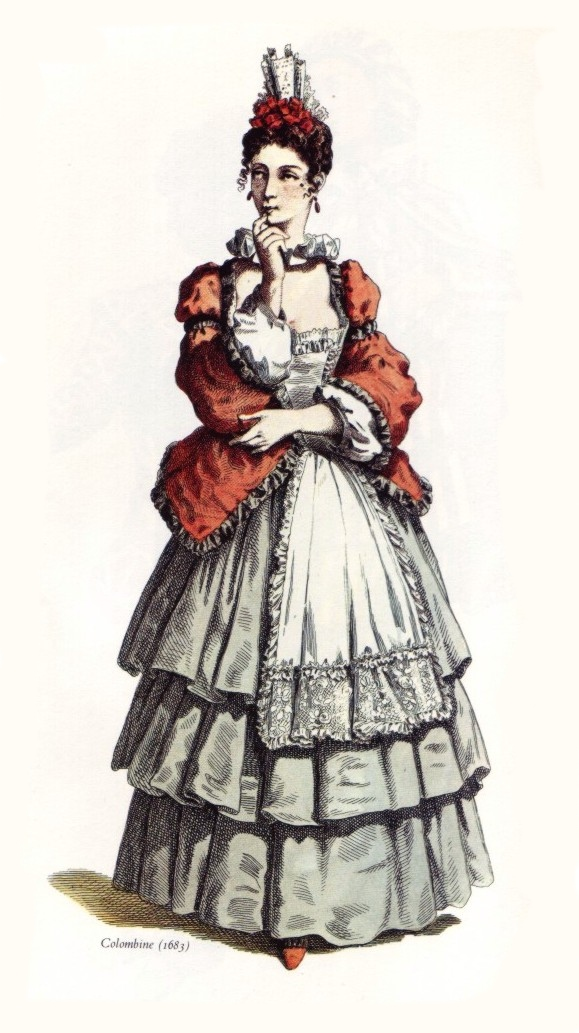
Colombina
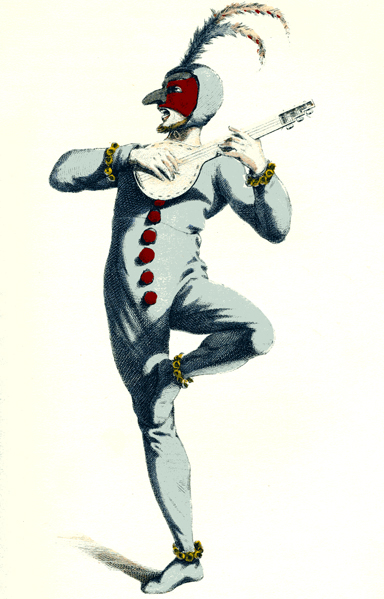
Coviello
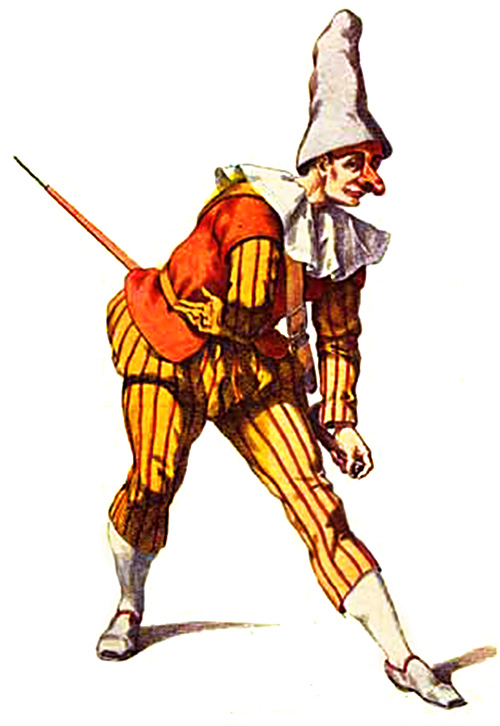
Giangurgolo
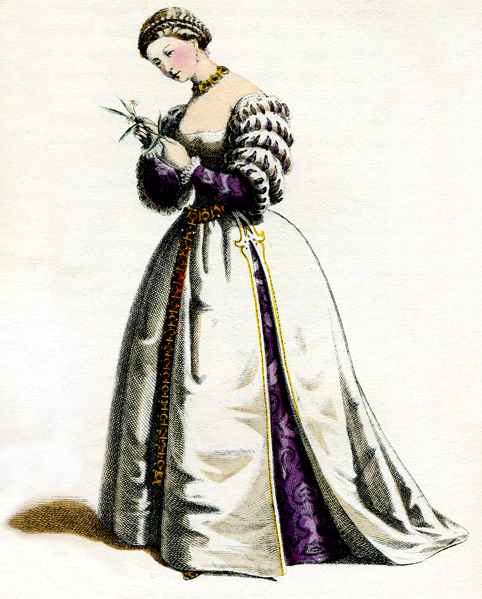
Isabella
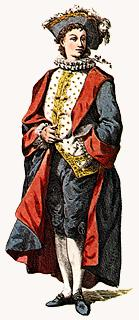
Lelio
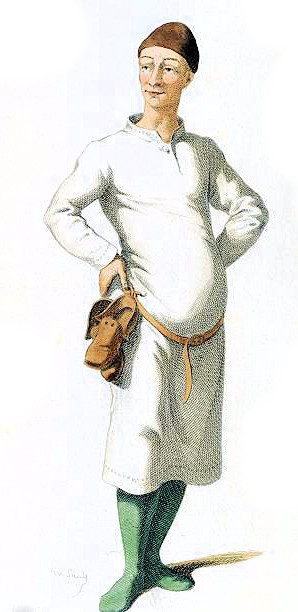
Meneghino
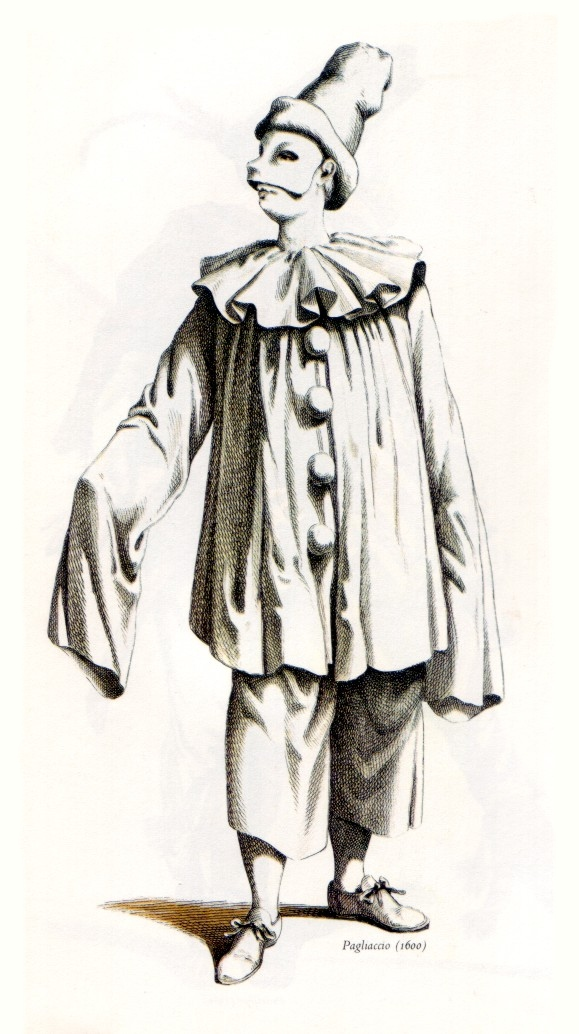
Pulcinella
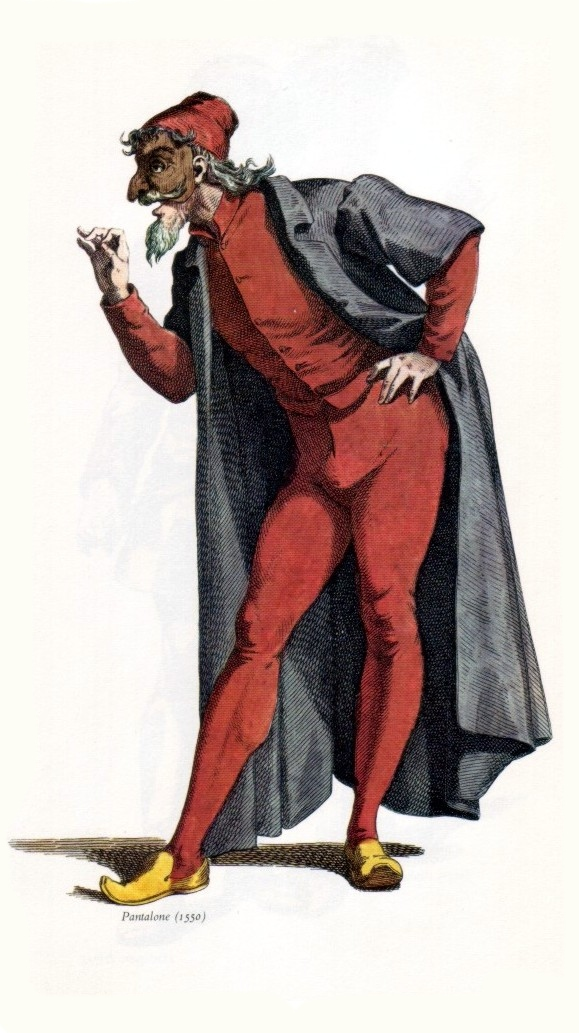
Pantalone
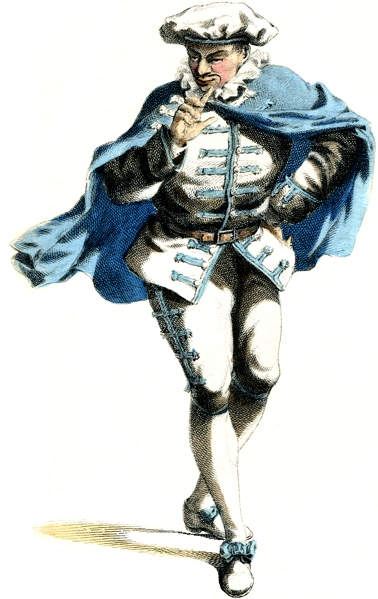
Scapino
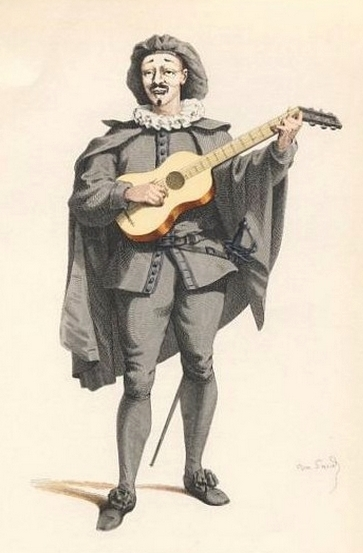
Scaramuccia
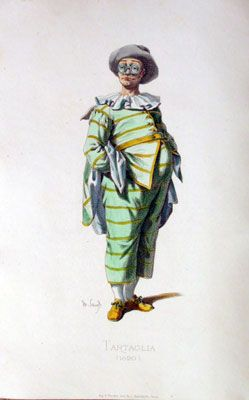
Tartaglia